# Campionati europei di atletica leggera 2024 - 1500 metri piani femminili
La specialità degli 1500 metri piani femminili dei campionati europei di atletica leggera 2024 si è svolta tra il 7 e il 9 giugno allo Stadio Olimpico di Roma, in Italia.

## Podio
| Pos.    | Atleta           | Nazionalità   | Tempo   | Note |
| ------- | ---------------- | ------------- | ------- | ---- |
| Oro     | Ciara Mageean    | Irlanda       | 4'04"66 |      |
| Argento | Georgia Bell     | Gran Bretagna | 4'05"33 |      |
| Bronzo  | Agathe Guillemot | Francia       | 4'05"69 |      |

## Situazione pre-gara

### Record
Prima di questa competizione, il record del mondo (RM), il record europeo (EU) e il record dei campionati (RC) erano i seguenti.
| Record                | Prestazione | Atleta                   | Data                            | Competizione |
| --------------------- | ----------- | ------------------------ | ------------------------------- | ------------ |
| Record mondiale       | 3'49"11     | Faith Kipyegon Kenya     | 2 giugno 2023 Firenze, Italia   |              |
| Record europeo        | 3'51"95     | Sifan Hassan Paesi Bassi | 5 ottobre 2019 Doha, Qatar      |              |
| Record dei campionati | 3'56"91     | Tatyana Tomashova Russia | 13 agosto 2006 Göteborg, Svezia | Europei 2006 |

### Campione in carica
La campionessa europea in carica era:
| Campione | Atleta                   | Prestazione | Data                                       | Competizione | Note |
| -------- | ------------------------ | ----------- | ------------------------------------------ | ------------ | ---- |
| Europeo  | Laura Muir Gran Bretagna | 4'01"08     | 19 agosto 2022 Monaco di Baviera, Germania | Europei 2022 |      |

### La stagione
Prima di questa gara, le atlete europee con le migliori tre prestazioni dell'anno erano:
| Pos. | Atleta                      | Prestazione | Data                               |
| ---- | --------------------------- | ----------- | ---------------------------------- |
| 1    | Laura Muir Gran Bretagna    | 3'56"35     | 25 maggio 2024 Eugene, Stati Uniti |
| 2    | Katie Snowden Gran Bretagna | 4'00"24     | 25 maggio 2024 Eugene, Stati Uniti |
| 3    | Georgia Bell Gran Bretagna  | 4'00"41     | 25 maggio 2024 Eugene, Stati Uniti |

## Risultati

### Batterie
Le batterie si sono corse a partire dalle 11:45 del 7 giugno. Le prime 6 di ogni batteria (Q) e i 2 tempi migliori tra le escluse (q) si qualificano alla finale.

#### Batteria 1
| Posizione | Atleta                  | Nazionalità   | Tempo   | Note |
| --------- | ----------------------- | ------------- | ------- | ---- |
| 1         | Jemma Reekie            | Gran Bretagna | 4'06"68 | Q    |
| 2         | Ludovica Cavalli        | Italia        | 4'06"76 | Q    |
| 3         | Ciara Mageean           | Irlanda       | 4'06"81 | Q    |
| 4         | Salomé Afonso           | Portogallo    | 4'06"83 | Q    |
| 5         | Yolanda Ngarambe        | Svezia        | 4'06"96 | Q    |
| 6         | Esther Guerrero         | Spagna        | 4'07"01 | Q    |
| 7         | Sara Lappalainen        | Finlandia     | 4'07"39 |      |
| 8         | Vera Hoffmann           | Lussemburgo   | 4'10"43 |      |
| 9         | Elise Vanderelst        | Belgio        | 4'11"03 |      |
| 10        | Sintayehu Vissa         | Italia        | 4'11"22 |      |
| 11        | Ingeborg Østgård        | Norvegia      | 4'12"73 |      |
| 12        | Sofia Ennaoui           | Polonia       | 4'13"71 |      |
| 13        | Joceline Wind           | Svizzera      | 4'15"06 |      |
| 14        | Lenuta Petronela Simiuc | Romania       | 4'23"56 |      |
| -         | Berenice Cleyet-Merle   | Francia       | dns     |      |

#### Batteria 2
| Posizione | Atleta                 | Nazionalità   | Tempo   | Note  |
| --------- | ---------------------- | ------------- | ------- | ----- |
| 1         | Agathe Guillemot       | Francia       | 4'11"92 | Q     |
| 2         | Georgia Bell           | Gran Bretagna | 4'12"01 | Q,    |
| 3         | Katie Snowden          | Gran Bretagna | 4'12"17 | Q,    |
| 4         | Sarah Healy            | Irlanda       | 4'12"30 | Q     |
| 5         | Aleksandra Płocińska   | Polonia       | 4'12"53 | Q,    |
| 6         | Marta Pérez            | Spagna        | 4'12"63 | Q     |
| 7         | Kristiina Sasínek Mäki | Rep. Ceca     | 4'12"76 |       |
| 8         | Marissa Damink         | Paesi Bassi   | 4'13"16 |       |
| 9         | Hanna Hermansson       | Svezia        | 4'13"34 |       |
| 10        | Martyna Galant         | Polonia       | 4'15"31 |       |
| 11        | Amalie Sæten           | Norvegia      | 4'16"07 |       |
| 12        | Sivan Auerbach         | Israele       | 4'16"15 |       |
| 13        | Nele Weßel             | Germania      | 4'16"54 | qR    |
| -         | Marta Zenoni           | Italia        | dq      | [ 3 ] |

### Finale
La finale si è disputata alle 22:40 del 9 giugno.
| Posizione | Atleta               | Nazionalità   | Tempo   | Note |
| --------- | -------------------- | ------------- | ------- | ---- |
| Oro       | Ciara Mageean        | Irlanda       | 4'04"66 |      |
| Argento   | Georgia Bell         | Gran Bretagna | 4'05"33 |      |
| Bronzo    | Agathe Guillemot     | Francia       | 4'05"69 |      |
| 4         | Esther Guerrero      | Spagna        | 4'06"03 |      |
| 5         | Jemma Reekie         | Gran Bretagna | 4'06"17 |      |
| 6         | Marta Pérez          | Spagna        | 4'06"32 |      |
| 7         | Sarah Healy          | Irlanda       | 4'06"77 |      |
| 8         | Salomé Afonso        | Portogallo    | 4'06"80 |      |
| 9         | Katie Snowden        | Gran Bretagna | 4'06"83 |      |
| 10        | Yolanda Ngarambe     | Svezia        | 4'07"59 |      |
| 11        | Nele Weßel           | Germania      | 4'07"76 |      |
| 12        | Aleksandra Płocińska | Polonia       | 4'09"07 |      |
| 13        | Ludovica Cavalli     | Italia        | 4'35"60 |      |